# Santuario Nacional de Nuestra Señora de Lourdes
El Santuario Nacional de Nuestra Señora de Lourdes  (en tagalo: Pambansang Dambana ng Mahal Birhen ng Lourdes) es una iglesia católica en la ciudad de Quezón en el país asiático de Filipinas.
El templo esta bajo el cuidado de la Orden de los Hermanos Menores Capuchinos de la Provincia Eclesiástica de Filipinas y bajo la Vicaría del Santuario de San Pedro Bautista de la Diócesis de Cubao. La iglesia original se encontraba en Intramuros hasta que fue destruida durante la Segunda Guerra Mundial. En 1951, las imágenes recuperadas de la Virgen de Lourdes fueron trasladadas a su ubicación actual. La imagen del altar fue colocado en la sacristía de la Iglesia de San Agustín en Intramuros para su custodia durante la guerra. 
El 15 de agosto de 1951 la parroquia se estableció como el Santuario Nacional de Nuestra Señora de Lourdes. Su fiesta es el 11 de febrero y esta dedicada como su nombre lo indica a la Virgen María en su advocación de Nuestra Señora de Lourdes. Ser fue coronada canónicamente desde la bula papal de Papa Francisco en 22 de agosto de 2020. 

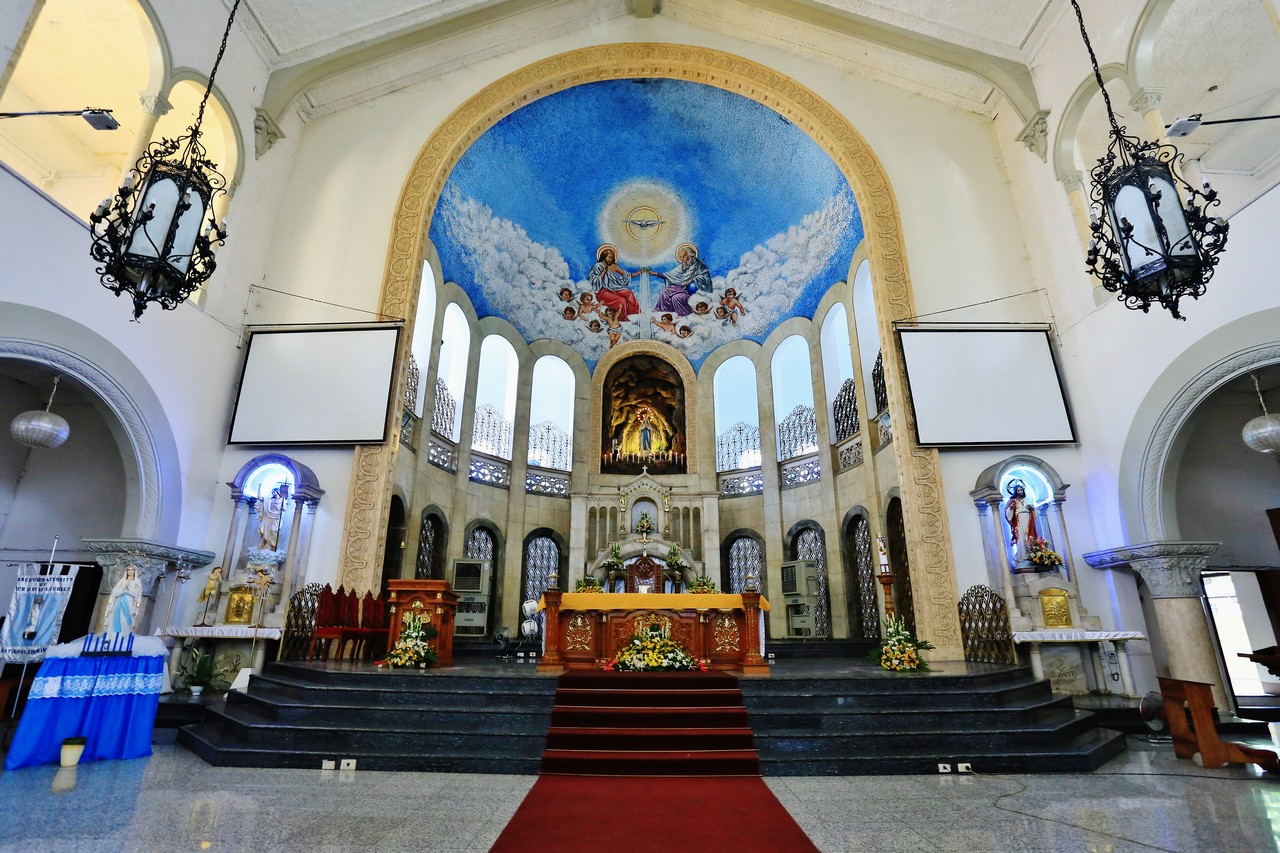
Vista interna